# متنزه ماجو الوطني
حديقة ماجو الوطنية (بالإنجليزية: Mago National Park) هي محمية طبيعية تقع في ولاية جنوب إثيوبيا، على بُعد حوالي 782 كيلومترًا جنوب العاصمة أديس أبابا. تمتد الحديقة شمال منحنى كبير بزاوية 90 درجة في نهر أومو، وتبلغ مساحتها 2162 كيلومترًا مربعًا. يقسم نهر ماجو، وهو أحد روافد نهر أومو، الحديقة إلى قسمين.
إلى الغرب من الحديقة تقع محمية تاما للحياة البرية، حيث يشكل نهر تاما الحدود الفاصلة بينها وبين حديقة ماجو. أما إلى الجنوب، فتوجد منطقة الصيد الخاضعة لسيطرة مورلي، والتي تتميز ببحيرة ديبا التي تمتد على طول الجانب الأيسر من نهر أومو السفلي.يقع مكتب الحديقة على بُعد 115 كيلومترًا شمال أوموراتي و26 كيلومترًا جنوب غرب جينكا. تجدر الإشارة إلى أن جميع الطرق المؤدية إلى الحديقة غير معبدة.

## علم البيئة

### الجغرافي
أنشئت حديقة ماجو الوطنية في عام 1979، مما يجعلها أحدث الحدائق الوطنية العديدة في إثيوبيا. أعلى نقطة فيها هو جبل ماجو بارتفاع 2528 مترًا. وتتنوع البيئات الرئيسية داخل الحديقة وحولها لتشمل:
- الأنهار والغابات النهرية: على طول نهر ماجو السفلي.
- الأراضي الرطبة: حول بحيرة ديبا.
- المراعي المتنوعة: في المناطق الأكثر انبساطًا.
- الشجيرات: على جوانب التلال.

تشكل الأراضي العشبية المفتوحة حوالي 9% من إجمالي مساحة الحديقة، وتوجد أكبر الأشجار في الغابات النهرية المحاذية لأنهر أومو، ماجو، ونيري.
تتميز حديقة ماجو الوطنية بمناطق حيوية وتضاريس رئيسية متنوعة تشمل السافانا، أشجار الأكاسيا، الأراضي الشجرية، والغابات.

### الحيوانات
توفر حديقة ماجو الوطنية ملاذًا آمنًا لـ 74 نوعًا من الثدييات و237 نوعًا من الطيور. كما يزخر نظامها البيئي بوجود ما لا يقل عن 10 أنواع من الزواحف و**14 نوعًا من الأسماك
تضم حديقة ماجو الوطنية تنوعًا فريدًا من الطيور المحلية، بما في ذلك:
- طائر الثرثارة الداكن (Turdoides tenebrosus)، وهو نادر للغاية، ويُشاهد بشكل خاص في بحيرة ديبا.
- وشمع المنقار أسود الردف (Estrilda troglodytes)، الذي يعيش في العشب الكثيف على طول الجداول وحواف المستنقعات.
- الهدهد الخشبي البنفسجي (Phoeniculus damarensis).
- دجاجة ألين (Porphyrio alleni).
- البلشون المخطط (Butorides striatus)، ويوجد أيضًا في بحيرة ديبا.
- في البيئات النهرية، يمكن رؤية طائر الزقزاق المصري (Pluvianus aegypticus)، وبومة الصيد بيل (Scotopelia peli)، وطائر روبن ذو التاج الثلجي (Cossypha niveacapilla) .

بالإضافة إلى الطيور، تضم حديقة ماجو الوطنية مجموعة متنوعة من الحيوانات المثيرة للاهتمام، مثل: الأسود، الفهود (بدلاً من النمور، التي لا توجد في إفريقيا)، الهرتبيست الصغير، المها الأفريقي، أفراس النهر، الجاموس الأفريقي، الزرافات، الظباء الأفريقية، الضباع، الكلاب البرية الأفريقية، الخنازير البرية، تماسيح النيل، الحمار الوحشي، والفيل الأفريقي.
حددت مراحل مختلفة من تعدي النباتات الخشبية في الحديقة الوطنية، والتي ترتبط بشكل أساسي بقمع الحرائق.

## السكان الأصليون
لربما يكون عامل الجذب الأكثر شهرة في الحديقة هو شعب المرسي، المعروفون بتقاليدهم الفريدة في ثقب شفاههم وإدخال أقراص مصنوعة من الطين. تتميز المناطق الواقعة على طول نهر أومو السفلي (ضمن حدود الحديقة) بوجود تنوع عرقي غني، يشمل شعوب آري، بانا، بونجوسو، هامار، كارو، كويغو، مالي، ومورسي.

## روابط خارجية
- الموقع الرسمي